# Lab-on-a-chip
Um dispositivo Lab-on-a-chip (LOC), também conhecido como sistema micro-analítico-total (microTAS) ou dispositivo de microfluidos, é um dispositivo que pode integrar as funções de laboratório miniaturizados (tais como separação e análise de componentes de uma mistura) em um único chip microprocessador usando extremamente pequenos volumes de líquidos na ordem de nanolitros a picolitros. Do ponto de vista da tecnologia de categorização, o Lab-on-a-chip pode ser visto como um subconjunto de micro sistemas (MEMS) e combinar sistemas miniaturizados ou novos conceitos de detecção, controle de fluxo de fluido de microfluidos, e o conjunto de técnicas de fabricação (tal como deposição de material, de remoção de material, superfície modelação e modificação de propriedade elétrica) usado pela indústria de semicondutores.

## Medicina
O Lab-on-a-chip elimina a necessidade de equipamentos caros e pessoal altamente treinado recursos que não estão disponíveis em muitas áreas onde a epidemia de HIV é mais grave
. O dispositivo utiliza apenas uma gota de sangue. Ele separa os glóbulos vermelhos que transporta oxigênio dos glóbulos brancos que combatem doenças. Em seguida, ele isola e conta os linfócitos CD4 dentre as células brancas.